# Boris Graczewski
Boris Graczewski, ros. Борис Юрьевич Грачевский (ur. 18 marca 1949 w Moskwie, zm. 14 stycznia 2021 tamże) – radziecki i rosyjski reżyser filmowy, scenarzysta, aktor, producent, kierownik artystyczny dziecięcego pisma kinematograficznego „Jerałasz”.
Zmarł po zarażeniu koronawirusem SARS-CoV-2. Pochowany na Cmentarzu Trojekurowskim w Moskwie.

## Ważniejsze nagrody
- 2000 – Zasłużony Działacz Sztuk Federacji Rosyjskiej